# Robot Monster
Robot Monster este un film SF 3D american din 1953 regizat de Phil Tucker după un scenariu de Wyott Ordung. În rolurile principale joacă actorii George Nader, Claudia Barrett, Selena Royle. Este considerat unul dintre cele mai proaste filme care au fost create vreodată..

## Prezentare
Extraterestrul malefic Ro-Man Extension XJ-2 (numit Ro-Man de către oameni) a distrus toată viața de pe Pământ, cu excepția a opt oameni, folosind "Calcinator Death Ray"/"raza calcinatoare a morții". Lista supraviețuitorilor include un om de știință în vârstă, soția sa, două fiice și un fiu, asistentul său mai tânăr și doi piloți de pe o navă spațială care orbita în jurul unei platforme spațiale. Cei opt au devenit imuni față de raza morții după ce li s-a administrat un ser experimental antibiotic produs de către omul de știință.

## Actori
- George Nader — Roy
- Claudia Barrett — Alice
- Selena Royle (ca Selena Royale) — Mama
- John Mylong — Profesorul
- Gregory Moffett — Johnny
- Pamela Paulson — Carla
- George Barrows — Ro-Man/Marele ghid
- John Brown — Vocea lui Ro-Man/Marele ghid

### Mystery Science Theater 3000
- "Mystery Science Theater 3000" Robot Monster (TV episode 1990) la Internet Movie Database
- Episode guide: 107- Robot Monster (with shorts: Radar Men from the Moon, episode 4-Flight to Destruction and episode 5-Murder Car)